# Mecánica cuántica relacional
La mecánica cuántica relacional (MCR) es una interpretación de la mecánica cuántica que trata el estado de un sistema cuántico como dependiente del observador, es decir, el estado es la relación entre el observador y el sistema. Esta interpretación fue delineada por primera vez por Carlo Rovelli en una preimpresión de 1994, y desde entonces ha sido ampliada por varios teóricos. Está inspirado en la idea clave detrás de la relatividad especial, que los detalles de una observación dependen del marco de referencia del observador, y utiliza algunas ideas de Wheeler en información cuántica.
El contenido físico de la teoría no tiene que ver con los objetos en sí, sino con las relaciones entre ellos. Como dice Rovelli:

"La mecánica cuántica es una teoría sobre la descripción física de sistemas físicos en relación con otros sistemas, y esta es una descripción completa del mundo".

La idea esencial detrás de la MCR es que diferentes observadores pueden dar diferentes relatos precisos del mismo sistema. Por ejemplo, para un observador, un sistema se encuentra en un único estado propio "colapsado". Para un segundo observador, el mismo sistema está en una superposición de dos o más estados y el primer observador está en una superposición correlacionada de dos o más estados. La MCR sostiene que esta es una imagen completa del mundo porque la noción de "estado" siempre es relativa a algún observador. No hay una cuenta "real" privilegiada. El vector de estado de la mecánica cuántica convencional se convierte en una descripción de la correlación de algunos grados de libertad en el observador, con respecto al sistema observado. Los términos "observador" y "observado" se aplican a cualquier sistema arbitrario, microscópico o macroscópico. El límite clásico es una consecuencia de los sistemas agregados de subsistemas muy altamente correlacionados. Por tanto, un "evento de medición" se describe como una interacción física ordinaria en la que dos sistemas se correlacionan en cierto grado entre sí.
Los defensores de la interpretación relacional argumentan que este enfoque resuelve algunas de las dificultades interpretativas tradicionales con la mecánica cuántica. Al renunciar a nuestra idea preconcebida de un estado global privilegiado, se resuelven los problemas relacionados con el problema de la medición y el realismo local.
En 2020, Rovelli publicó un relato de las principales ideas de la interpretación relacional en su popular libro Helgoland.

## Historia y desarrollo
La mecánica cuántica relacional surgió de una comparación de los dilemas planteados por las interpretaciones de la mecánica cuántica con los resultantes de las transformaciones de Lorentz antes del desarrollo de la relatividad especial. Rovelli sugirió que así como las interpretaciones prerrelativistas de las ecuaciones de Lorentz se complicaron al asumir incorrectamente que existe un tiempo independiente del observador, una suposición igualmente incorrecta frustra los intentos de dar sentido al formalismo cuántico. El supuesto rechazado por la mecánica cuántica relacional es la existencia de un estado de un sistema independiente del observador.
La idea ha sido ampliada por Lee Smolin y Louis Crane, quienes han aplicado el concepto a la cosmología cuántica, y la interpretación se ha aplicado a la paradoja EPR, revelando no solo una coexistencia pacífica entre mecánica y relatividad especial, pero una indicación formal de un carácter completamente local a la realidad.

## El problema del observador y lo observado
Este problema se discutió inicialmente en detalle en la tesis de Everett, The Theory of the Universal Wavefunction. Considere el observador {\displaystyle O},  midiendo el estado del sistema cuántico {\displaystyle S}.  Asumimos que {\displaystyle O} tiene información completa sobre el sistema, y que {\displaystyle O} puede anotar la función de onda {\displaystyle |\psi \rangle } describiéndolo. Al mismo tiempo, hay otro observador {\displaystyle O'}, que está interesado en el estado de todo el sistema {\displaystyle O}-{\displaystyle S}, y {\displaystyle O'} igualmente tiene información completa.
Para analizar este sistema formalmente, consideramos un sistema {\displaystyle S} que puede tomar uno de dos estados, que designaremos {\displaystyle |{\uparrow }\rangle } y {\displaystyle |\downarrow \rangle }, ket vectores en el espacio de Hilbert {\displaystyle H_{S}}. Ahora, el observador {\displaystyle O} desea realizar una medición en el sistema. En el momento {\displaystyle t_{1}}, este observador puede caracterizar el sistema de la siguiente manera:
{\displaystyle |\psi \rangle =\alpha |{\uparrow }\rangle +\beta |{\downarrow }\rangle ,}
donde {\displaystyle |\alpha |^{2}} y {\displaystyle |\beta |^{2}} son probabilidades de encontrar el sistema en los estados respectivos, y obviamente suman 1. Para nuestros propósitos aquí, podemos suponer que en un solo experimento, el resultado es el estado propio {\displaystyle |{\uparrow }\rangle } (pero esto puede ser sustituido en todo momento, mutatis mutandis, por {\displaystyle |{\downarrow }\rangle }). Entonces, podemos representar la secuencia de eventos en este experimento, con el observador {\displaystyle O} haciendo la observación, de la siguiente manera:
{\displaystyle {\begin{matrix}t_{1}&\rightarrow &t_{2}\\\alpha |{\uparrow }\rangle +\beta |{\downarrow }\rangle &\rightarrow &|{\uparrow }\rangle .\end{matrix}}}
Esta es la descripción del observador {\displaystyle O} del evento de medición. Ahora bien, cualquier medición es también una interacción física entre dos o más sistemas. En consecuencia, podemos considerar el producto tensorial del espacio de Hilbert {\displaystyle H_{S}\otimes H_{O}}, donde {\displaystyle H_{O}} es el espacio de Hilbert habitado por vectores de estado que describen {\displaystyle O}. Si el estado inicial de {\displaystyle O} es {\displaystyle |{\text{init}}\rangle }, algunos grados de libertad en {\displaystyle O} se correlacionan con el estado de {\displaystyle S} después de la medición, y esta correlación puede tomar uno de dos valores: {\displaystyle |O_{\uparrow }\rangle } o {\displaystyle |O_{\downarrow }\rangle } donde la dirección de las flechas en los subíndices corresponde al resultado de la medición que {\displaystyle O} ha hecho en {\displaystyle S}. Si ahora consideramos la descripción del evento de medición por el otro observador, {\displaystyle O'}, quien describe el sistema combinado {\displaystyle S+O}, pero no interactúa con él, a continuación se da la descripción del evento de medición de acuerdo con {\displaystyle O'}, de la linealidad inherente al formalismo cuántico:
{\displaystyle {\begin{matrix}t_{1}&\rightarrow &t_{2}\\\left(\alpha |{\uparrow }\rangle +\beta |{\downarrow }\rangle \right)\otimes |{\text{init}}\rangle &\rightarrow &\alpha |{\uparrow }\rangle \otimes |O_{\uparrow }\rangle +\beta |{\downarrow }\rangle \otimes |O_{\downarrow }\rangle .\end{matrix}}}
Por tanto, en el supuesto (véase la hipótesis 2 a continuación) de que la mecánica cuántica está completa, los dos observadores {\displaystyle O} y {\displaystyle O'} dan relatos diferentes pero igualmente correctos de los eventos. {\displaystyle t_{1}\rightarrow t_{2}}.

## Principios centrales

### Dependencia del observador del estado
De acuerdo con {\displaystyle O}, en {\displaystyle t_{2}}, el sistema {\displaystyle S} está en un estado determinado, llamado giro hacia arriba. Y, si la mecánica cuántica está completa, también lo es esta descripción. Pero para {\displaystyle O'}, {\displaystyle S} no está únicamente determinado, sino que está más entrelazado con el estado de {\displaystyle O} – tenga en cuenta que su descripción de la situación en {\displaystyle t_{2}} no se puede factorizar independientemente de la base elegida. Pero, si la mecánica cuántica está completa, entonces la descripción de que {\displaystyle O'} da también es completa.
Así, la formulación matemática estándar de la mecánica cuántica permite que diferentes observadores den diferentes explicaciones de la misma secuencia de eventos. Hay muchas formas de superar esta dificultad percibida. Podría describirse como una limitación epistémica: los observadores con un conocimiento completo del sistema, podríamos decir, podrían dar una descripción completa y equivalente del estado de cosas, pero obtener este conocimiento es imposible en la práctica. ¿Pero quien? ¿Que hace la descripción de {\displaystyle O} mejor que la de {\displaystyle O'}, o viceversa? Alternativamente, podríamos afirmar que la mecánica cuántica no es una teoría completa, y que agregando más estructura podríamos llegar a una descripción universal (el enfoque de variables ocultas problemáticas). Otra opción más es otorgar un estatus preferido a un observador o tipo de observador en particular, y asignar el epíteto de corrección solo a su descripción. Esto tiene la desventaja de ser ad hoc, ya que no existen criterios claramente definidos o físicamente intuitivos por los cuales este superobservador ("que puede observar todos los conjuntos posibles de observaciones de todos los observadores en todo el universo") debería ser elegido.
Sin embargo, la MCR toma el punto ilustrado por este problema al pie de la letra. En lugar de intentar modificar la mecánica cuántica para que encaje con las suposiciones previas que podríamos tener sobre el mundo, Rovelli dice que deberíamos modificar nuestra visión del mundo para que se ajuste a lo que equivale a nuestra mejor teoría física del movimiento. Así como el abandono de la noción de simultaneidad absoluta ayudó a aclarar los problemas asociados con la interpretación de las transformaciones de Lorentz, muchos de los enigmas asociados con la mecánica cuántica se disuelven, siempre que se asuma que el estado de un sistema depende del observador. - como la simultaneidad en la relatividad especial. Esta idea se sigue lógicamente de las dos principales hipótesis que informan esta interpretación:
- Hipótesis 1: la equivalencia de sistemas. No hay una distinción a priori que deba establecerse entre sistemas cuánticos y macroscópicos. Todos los sistemas son, fundamentalmente, sistemas cuánticos.
- Hipótesis 2: la completitud de la mecánica cuántica. No hay variables ocultas u otros factores que puedan agregarse apropiadamente a la mecánica cuántica, a la luz de la evidencia experimental actual.

Por lo tanto, si un estado va a ser dependiente del observador, entonces una descripción de un sistema seguiría la forma "el sistema S está en el estado x con referencia al observador O" o construcciones similares, al igual que en la teoría de la relatividad. En la MCR no tiene sentido referirse al estado absoluto e independiente del observador de cualquier sistema.

### Información y correlación
En general, está bien establecido que cualquier medición de la mecánica cuántica se puede reducir a un conjunto de preguntas de sí/no o bits que son 1 o 0.[cita requerida] La MCR hace uso de este hecho para formular el estado de un sistema cuántico (relativo ¡a un observador dado!) en términos de la noción física de información desarrollada por Claude Shannon. Cualquier pregunta de sí / no puede describirse como un solo bit de información. Esto no debe confundirse con la idea de un qubit de la teoría de la información cuántica, porque un qubit puede estar en superposición de valores, mientras que las "preguntas" de la MCR son variables binarias ordinarias.
Cualquier medición cuántica es fundamentalmente una interacción física entre el sistema que se mide y alguna forma de aparato de medición. Por extensión, cualquier interacción física puede verse como una forma de medición cuántica, ya que todos los sistemas se ven como sistemas cuánticos en la MCR. Se considera que una interacción física establece una correlación entre el sistema y el observador, y esta correlación es lo que describe y predice el formalismo cuántico.
Pero, señala Rovelli, esta forma de correlación es precisamente la misma que la definición de información en la teoría de Shannon. Específicamente, un observador O la observación de un sistema de S será, después de la medición, tienen algunos grados de libertad en correlación con las de S. La cantidad de esta correlación viene dada por log2k bits, donde k es el número de valores posibles que puede tomar esta correlación, es decir, el número de "opciones" que existen.

### Todos los sistemas son sistemas cuánticos
Todas las interacciones físicas son, en el fondo, interacciones cuánticas y, en última instancia, deben regirse por las mismas reglas. Por tanto, una interacción entre dos partículas, en la MCR, no difiere fundamentalmente de una interacción entre una partícula y algún "aparato". No hay un verdadero colapso de ondas, en el sentido en que ocurre en algunas interpretaciones.
Debido a que "estado" se expresa en la MCR como la correlación entre dos sistemas, no puede haber significado para "auto-medición". Si el observador {\displaystyle O} mide el sistema {\displaystyle S}, El "estado" de {\displaystyle S}' se representa como una correlación entre {\displaystyle O} y {\displaystyle S}. {\displaystyle O} por sí mismo no puede decir nada con respecto a su propio "estado", porque su propio "estado" se define sólo en relación con otro observador, {\displaystyle O'}.  Si el sistema compuesto {\displaystyle S+O} no interactúa con ningún otro sistema, entonces poseerá un estado claramente definido en relación con {\displaystyle O'}. Sin embargo, debido a la medida que {\displaystyle O} hace de {\displaystyle S} rompe su evolución unitaria con respecto a {\displaystyle O}, {\displaystyle O} no podrá dar una descripción completa del sistema {\displaystyle S+O} (ya que solo se puede hablar de la correlación entre {\displaystyle S} y a sí mismo, no a su propio comportamiento). Una descripción completa del sistema {\displaystyle (S+O)+O'} sólo puede ser dado por otro observador externo, y así sucesivamente.
Tomando el sistema modelo discutido anteriormente, si {\displaystyle O'} tiene información completa sobre el sistema {\displaystyle S+O}, se conocerán los hamiltonianos de {\displaystyle S} y {\displaystyle O}, incluida la interacción hamiltoniana. Por lo tanto, el sistema evolucionará completamente unitariamente (sin ninguna forma de colapso) en relación con {\displaystyle O'}, si {\displaystyle O} mide a {\displaystyle S}. La única razón por la que {\displaystyle O} percibirá un "colapso" es porque {\displaystyle O} tiene información incompleta sobre el sistema (específicamente, {\displaystyle O} no conoce su propio hamiltoniano, y la interacción hamiltoniana para la medición).

## Consecuencias e implicaciones

### Coherencia
En nuestro sistema anterior, {\displaystyle O'} puede estar interesado en determinar si el estado de {\displaystyle O} refleja con precisión el estado de {\displaystyle S}. Podemos prepararnos para {\displaystyle O'} un operador, {\displaystyle M}, que se especifica como:
{\displaystyle M\left(|{\uparrow }\rangle \otimes |O_{\uparrow }\rangle \right)=|{\uparrow }\rangle \otimes |O_{\uparrow }\rangle }
{\displaystyle M\left(|{\uparrow }\rangle \otimes |O_{\downarrow }\rangle \right)=0}
{\displaystyle M\left(|{\downarrow }\rangle \otimes |O_{\uparrow }\rangle \right)=0}
{\displaystyle M\left(|{\downarrow }\rangle \otimes |O_{\downarrow }\rangle \right)=|{\downarrow }\rangle \otimes |O_{\downarrow }\rangle }
con un valor propio de 1, lo que significa que {\displaystyle O} de hecho refleja con precisión el estado de {\displaystyle S}. Entonces hay una probabilidad de 0 de {\displaystyle O} reflejando el estado de {\displaystyle S} como siendo {\displaystyle |{\uparrow }\rangle } si es de hecho {\displaystyle |{\downarrow }\rangle }, etcétera. La implicación de esto es que en el momento {\displaystyle t_{2}}, {\displaystyle O'} puede predecir con certeza que el sistema {\displaystyle S+O} se encuentra en algún estado propio de {\displaystyle M}, pero no puede decir en qué estado propio se encuentra, a menos que {\displaystyle O'}en sí mismo interactúa con el sistema {\displaystyle S+O}.

### Redes relacionales
Una implicación interesante de la MCR surge cuando consideramos que las interacciones entre sistemas materiales solo pueden ocurrir dentro de las restricciones prescritas por la Relatividad Especial, es decir, dentro de las intersecciones de los conos de luz de los sistemas: cuando son espacio-temporales contiguos, en otras palabras. La relatividad nos dice que los objetos tienen ubicación solo en relación con otros objetos. Por extensión, se podría construir una red de relaciones basada en las propiedades de un conjunto de sistemas, lo que determina qué sistemas tienen propiedades en relación con otros, y cuándo (dado que las propiedades ya no están bien definidas en relación con un observador específico después de la evolución unitaria se descompone para ese observador). Suponiendo que todas las interacciones son locales(que está respaldado por el análisis de la paradoja EPR presentado a continuación), se podría decir que las ideas de "estado" y contigüidad espacio-temporal son dos caras de la misma moneda: la ubicación del espacio-tiempo determina la posibilidad de interacción, pero las interacciones determinan la estructura espacio-temporal. Sin embargo, todavía no se ha explorado completamente el alcance de esta relación.

### La MCR y cosmología cuántica
El universo es la suma total de todo lo que existe con cualquier posibilidad de interacción directa o indirecta con un observador local. Un observador (físico) fuera del universo requeriría romper físicamente la invariancia de gauge, y una alteración concomitante en la estructura matemática de la teoría de la invariancia de gauge.
De manera similar, la MCR prohíbe conceptualmente la posibilidad de un observador externo. Dado que la asignación de un estado cuántico requiere al menos dos "objetos" (sistema y observador), que deben ser ambos sistemas físicos, no tiene sentido hablar del "estado" del universo entero. Esto se debe a que este estado tendría que atribuirse a una correlación entre el universo y algún otro observador físico, pero este observador a su vez tendría que formar parte del universo. Como se discutió anteriormente, no es posible que un objeto contenga una especificación completa de sí mismo. Siguiendo la idea de redes relacionales arriba, una cosmología orientada a la MCR tendría que dar cuenta del universo como un conjunto de sistemas parciales que proporcionan descripciones entre sí. La naturaleza exacta de tal construcción sigue siendo una pregunta abierta.

## Relación con otras interpretaciones
El único grupo de interpretaciones de la mecánica cuántica con el que la MCR es casi completamente incompatible es el de las teorías de variables ocultas. la MCR comparte algunas similitudes profundas con otros puntos de vista, pero difiere de todos ellos en la medida en que las otras interpretaciones no concuerdan con el "mundo relacional" propuesto por la MCR.

### Interpretación de Copenhague
La MCR es, en esencia, bastante similar a la interpretación de Copenhague, pero con una diferencia importante. En la interpretación de Copenhague, se asume que el mundo macroscópico es de naturaleza intrínsecamente clásica, y el colapso de la función de onda ocurre cuando un sistema cuántico interactúa con un aparato macroscópico. En la MCR, cualquier interacción, ya sea micro o macroscópica, hace que la linealidad de la evolución de Schrödinger se rompa. La MCR podría recuperar una visión del mundo similar a la de Copenhague asignando un estado privilegiado (no muy diferente a un marco preferido en relatividad) al mundo clásico. Sin embargo, al hacer esto, se perderían de vista las características clave que la MCR aporta a nuestra visión del mundo cuántico.

### Teorías de variables ocultas
La interpretación de Bohm de la mecánica cuántica no encaja con la MCR. Una de las hipótesis explícitas en la construcción de la MCR es que la mecánica cuántica es una teoría completa, es decir, proporciona una descripción completa del mundo. Además, la visión de Bohm parece implicar un conjunto de estados "absoluto" subyacente de todos los sistemas, que también se descarta como consecuencia de la MCR.
Encontramos una incompatibilidad similar entre la MCR y sugerencias como la de Penrose, que postula que algún proceso (en el caso de Penrose, efectos gravitacionales) viola la evolución lineal de la ecuación de Schrödinger para el sistema.

### Formulación de estado relativo
La familia de interpretaciones de muchos mundos (MWI) comparte una característica importante con la MCR, es decir, la naturaleza relacional de todas las asignaciones de valor (es decir, propiedades). Everett, sin embargo, sostiene que la función de onda universal da una descripción completa de todo el universo, mientras que Rovelli sostiene que esto es problemático, tanto porque esta descripción no está ligada a un observador específico (y por lo tanto es "sin sentido" en la MCR), y porque la MCR sostiene que no existe una descripción única y absoluta del universo como un todo, sino más bien una red de descripciones parciales interrelacionadas.

### Enfoque de historias coherentes
En el enfoque de historias consistentes de la mecánica cuántica, en lugar de asignar probabilidades a valores únicos para un sistema dado, se da énfasis a las secuencias de valores, de tal manera que se excluyen (como físicamente imposibles) todas las asignaciones de valores que dan como resultado probabilidades inconsistentes. atribuido a los estados observados del sistema. Esto se hace mediante la atribución de valores a los "marcos" y, por lo tanto, todos los valores dependen del marco.
La MCR concuerda perfectamente con este punto de vista. Sin embargo, el enfoque de historias consistentes no ofrece una descripción completa del significado físico del valor dependiente del marco (es decir, no tiene en cuenta cómo puede haber "hechos" si el valor de cualquier propiedad depende del marco elegido). Al incorporar la visión relacional en este enfoque, se resuelve el problema: la MCR proporciona los medios por los cuales las probabilidades independientes del observador y dependientes del marco de varias historias se reconcilian con las descripciones del mundo dependientes del observador.

## EPR y no localidad cuántica

El experimento mental EPR, realizado con electrones. Una fuente radiactiva (centro) envía electrones en un estado singlete hacia dos observadores separados en forma de espacio, Alice (izquierda) y Bob (derecha), quienes pueden realizar mediciones de espín. Si Alice mide el giro en su electrón, Bob medirá el giro en el suyo y viceversa.

la MCR proporciona una solución inusual a la paradoja EPR. De hecho, se las arregla para disolver el problema por completo, ya que no hay transporte superluminal de información involucrado en un experimento de prueba de Bell: el principio de localidad se conserva inviolable para todos los observadores.

### El problema
En el experimento mental de EPR, una fuente radiactiva produce dos electrones en estado singlete, lo que significa que la suma del espín de los dos electrones es cero. Estos electrones se disparan en el momento {\displaystyle t_{1}} hacia dos observadores separados en forma de espacio, Alice y Bob, que pueden realizar mediciones de giro, lo que hacen en el momento {\displaystyle t_{2}}. El hecho de que los dos electrones sean un singlete significa que si Alice mide el giro z hacia arriba en su electrón, Bob medirá el giro z hacia abajo en el suyo, y viceversa: la correlación es perfecta. Sin embargo, si Alice mide el giro del eje z y Bob mide el giro ortogonal del eje y, la correlación será cero. Los ángulos intermedios dan correlaciones intermedias de una manera que, en un análisis cuidadoso, resulta inconsistente con la idea de que cada partícula tiene una probabilidad definida e independiente de producir las medidas observadas (las correlaciones violan la desigualdad de Bell).
Esta sutil dependencia de una medida de la otra se mantiene incluso cuando las medidas se realizan simultáneamente y a una gran distancia, lo que da la apariencia de una comunicación superlumínica que tiene lugar entre los dos electrones. En pocas palabras, ¿cómo puede el electrón de Bob "saber" lo que Alice midió en el suyo, de modo que pueda ajustar su propio comportamiento en consecuencia?

### Solución relacional
En la MCR, una interacción entre un sistema y un observador es necesaria para que el sistema tenga propiedades claramente definidas en relación con ese observador. Dado que los dos eventos de medición tienen lugar en una separación similar a un espacio, no se encuentran en la intersección de los conos de luz de Alice y Bob. De hecho, no hay ningún observador que pueda medir instantáneamente el giro de ambos electrones.
La clave del análisis la MCR es recordar que los resultados obtenidos en cada "ala" del experimento solo se vuelven determinados para un observador dado una vez que ese observador ha interactuado con el otro observador involucrado. En lo que respecta a Alice, los resultados específicos obtenidos en el ala del experimento de Bob son indeterminados para ella, aunque sabrá que Bob tiene un resultado definitivo. Para saber qué resultado tiene Bob, ella tiene que interactuar con él en algún momento {\displaystyle t_{3}} en sus futuros conos de luz, a través de canales de información clásicos ordinarios.
La pregunta entonces es si aparecerán las correlaciones esperadas en los resultados: ¿se comportarán las dos partículas de acuerdo con las leyes de la mecánica cuántica? Denotemos por {\displaystyle M_{A}(\alpha )} la idea de que el observador {\displaystyle A} (Alice) mide el estado del sistema {\displaystyle \alpha } (partícula de Alice).
Entonces, en el momento {\displaystyle t_{2}}, Alice conoce el valor de {\displaystyle M_{A}(\alpha )}: el giro de su partícula, relativo a ella misma. Pero, dado que las partículas están en estado singlete, ella sabe que
{\displaystyle M_{A}(\alpha )+M_{A}(\beta )=0,}
y si ella mide el giro de su partícula para ser {\displaystyle \sigma }, puede predecir que la partícula de Bob ({\displaystyle \beta }) tendrá giro {\displaystyle -\sigma }.  Todo esto se deriva de la mecánica cuántica estándar, y todavía no hay una "acción espeluznante a distancia".
Del "operador de coherencia" discutido anteriormente, Alice también sabe que si en ella mide la partícula de Bob y luego mide a Bob (es decir, le pregunta qué resultado obtuvo), o viceversa, los resultados serán consistentes:
{\displaystyle M_{A}(B)=M_{A}(\beta )}
Finalmente, si aparece un tercer observador (Charles, digamos) y mide a Alice, Bob y sus respectivas partículas, encontrará que todos están de acuerdo, porque su propio "operador de coherencia" exige que
{\displaystyle M_{C}(A)=M_{C}(\alpha )} and {\displaystyle M_{C}(B)=M_{C}(\beta )}
mientras que el conocimiento de que las partículas estaban en estado singlete le dice que
{\displaystyle M_{C}(\alpha )+M_{C}(\beta )=0.}
Así, la interpretación relacional, al deshacerse de la noción de un "estado absoluto" del sistema, permite un análisis de la paradoja EPR que ni viola las restricciones tradicionales de localidad, ni implica transferencia de información superluminal, ya que podemos suponer que todos los observadores se mueven en cómodas velocidades sublumínicas. Y, lo que es más importante, los resultados de cada observador están en total concordancia con los esperados por la mecánica cuántica convencional.

## Derivación
Una característica prometedora de esta interpretación es que la MCR ofrece la posibilidad de derivarse de un pequeño número de axiomas o postulados basados en observaciones experimentales. La derivación de Rovelli de la MCR utiliza tres postulados fundamentales. Sin embargo, se ha sugerido que puede ser posible reformular el tercer postulado en una declaración más débil, o posiblemente incluso eliminarlo por completo. La derivación de la MCR es paralela, en gran medida, a la lógica cuántica. Los dos primeros postulados están motivados íntegramente por resultados experimentales, mientras que el tercer postulado, aunque concuerda perfectamente con lo que hemos descubierto experimentalmente, se introduce como un medio para recuperar el formalismo espacial completo de Hilbert de la mecánica cuántica de los otros dos postulados. Los dos postulados empíricos son:
- Postulado 1: hay una cantidad máxima de información relevante que se puede obtener de un sistema cuántico.
- Postulado 2: siempre es posible obtener nueva información de un sistema.

Sea {\displaystyle W\left(S\right)}, denotamos el conjunto de todas las preguntas posibles que se pueden "hacer" de un sistema cuántico, que denotaremos por {\displaystyle Q_{i}}, {\displaystyle i\in W}. Experimentalmente podemos encontrar ciertas relaciones entre estas preguntas: {\displaystyle \left\{\land ,\lor ,\neg ,\supset ,\bot \right\}}, correspondiente a {intersección, suma ortogonal, complemento ortogonal, inclusión y ortogonalidad} respectivamente, donde {\displaystyle Q_{1}\bot Q_{2}\equiv Q_{1}\supset \neg Q_{2}}.

### Estructura
Del primer postulado, se sigue que podemos elegir un subconjunto {\displaystyle Q_{c}^{(i)}} de {\displaystyle N} preguntas mutuamente independientes, donde {\displaystyle N} es el número de bits contenidos en la cantidad máxima de información. Llamamos a esa pregunta {\displaystyle Q_{c}^{(i)}}una pregunta completa. El valor de {\displaystyle Q_{c}^{(i)}} puede expresarse como una secuencia de N-tuplas de números con valores binarios, que tiene {\displaystyle 2^{N}=k} posibles permutaciones de los valores "0" y "1". También habrá más de una posible pregunta completa. Si asumimos además que las relaciones {\displaystyle \left\{\land ,\lor \right\}} están definidos para todo {\displaystyle Q_{i}}, entonces {\displaystyle W\left(S\right)} es una celosía ortomodular, mientras que todas las posibles uniones de conjuntos de preguntas completas forman un álgebra booleana con el {\displaystyle Q_{c}^{(i)}} como átomos.
El segundo postulado gobierna el caso de que un observador haga más preguntas. {\displaystyle O_{1}} de un sistema {\displaystyle S}, cuando {\displaystyle O_{1}} ya tiene un complemento completo de información sobre el sistema (una respuesta a una pregunta completa). Denotamos por  {\displaystyle p\left(Q|Q_{c}^{(j)}\right)} la probabilidad de que una respuesta "sí" a una pregunta {\displaystyle Q} seguirá la pregunta completa {\displaystyle Q_{c}^{(j)}}. Si {\displaystyle Q} es independiente de {\displaystyle Q_{c}^{(j)}}, entonces {\displaystyle p=0.5}, o podría estar completamente determinado por {\displaystyle Q_{c}^{(j)}}, en ese caso {\displaystyle p=1}. También hay una gama de posibilidades intermedias, y este caso se examina a continuación.
Si la pregunta que {\displaystyle O_{1}} quiere preguntarle al sistema es otra pregunta completa, {\displaystyle Q_{b}^{(i)}}, la probabilidad {\displaystyle p^{ij}=p\left(Q_{b}^{(i)}|Q_{c}^{(j)}\right)} de una respuesta "sí" tiene ciertas limitaciones:
1. {\displaystyle 0\leq p^{ij}\leq 1,\ }
2. {\displaystyle \sum _{i}p^{ij}=1,\ }
3. {\displaystyle \sum _{j}p^{ij}=1.\ }
Las tres restricciones anteriores se inspiran en las propiedades más básicas de las probabilidades y se satisfacen si
{\displaystyle p^{ij}=\left|U^{ij}\right|^{2}},
donde  {\displaystyle U^{ij}}es una matriz unitaria.
- Postulado 3: Si {\displaystyle b} y {\displaystyle c} son dos preguntas completas, luego la matriz unitaria {\displaystyle U_{bc}} asociada con su probabilidad descrita anteriormente satisface la igualdad {\displaystyle U_{cd}=U_{cb}U_{bd}}, para todo {\displaystyle b,c} y {\displaystyle d}.

Este tercer postulado implica que si planteamos una pregunta completa {\displaystyle |Q_{c}^{(i)}\rangle } como vector base en un espacio de Hilbert complejo, entonces podemos representar cualquier otra pregunta {\displaystyle |Q_{b}^{(j)}\rangle } como combinación lineal:
{\displaystyle |Q_{b}^{(j)}\rangle =\sum _{i}U_{bc}^{ij}|Q_{c}^{(i)}\rangle .}
Y la regla de probabilidad convencional de la mecánica cuántica establece que si dos conjuntos de vectores base están en la relación anterior, entonces la probabilidad {\displaystyle p^{ij}} es
{\displaystyle p^{ij}=|\langle Q_{c}^{(i)}|Q_{b}^{(j)}\rangle |^{2}=|U_{bc}^{ij}|^{2}.}

### Dinámica
La imagen de Heisenberg de la evolución del tiempo concuerda más fácilmente con la MCR. Las preguntas pueden estar etiquetadas por un parámetro de tiempo {\displaystyle t\rightarrow Q(t)}, y se consideran distintos si son especificados por el mismo operador pero se realizan en momentos diferentes. Debido a que la evolución en el tiempo es una simetría en la teoría (forma una parte necesaria de la derivación formal completa de la teoría a partir de los postulados), el conjunto de todas las preguntas posibles en el tiempo {\displaystyle t_{2}} es isomorfo al conjunto de todas las preguntas posibles en el momento {\displaystyle t_{1}}. Se sigue, por argumentos estándar en lógica cuántica, de la derivación anterior que la red ortomodular {\displaystyle W(S)} tiene la estructura del conjunto de subespacios lineales de un espacio de Hilbert, con las relaciones entre las preguntas correspondientes a las relaciones entre subespacios lineales.
De ello se deduce que debe haber una transformación unitaria {\displaystyle U\left(t_{2}-t_{1}\right)} que satisface:
{\displaystyle Q(t_{2})=U\left(t_{2}-t_{1}\right)Q(t_{1})U^{-1}\left(t_{2}-t_{1}\right)}
y
{\displaystyle U\left(t_{2}-t_{1}\right)=\exp({-i\left(t_{2}-t_{1}\right)H})}
donde {\displaystyle H} es el hamiltoniano, un operador autoadjunto en el espacio de Hilbert y las matrices unitarias son un grupo abeliano.